# Andamáni kígyászsas
Az andamáni kígyászsas (Spilornis elgini) a madarak osztályának vágómadár-alakúak (Accipitriformes) rendjébe a vágómadárfélék (Accipitridae) családjába és a kígyászölyvformák (Circaetinae) alcsaládjába tartozó faj.

## Rendszerezése
A fajt Edward Blyth angol zoológus írta le 1863-ban, a Haematornis nembe Haematornis elgini néven.

## Előfordulása
Az Indiához tartozó Andamán-szigetek területén honos. Természetes élőhelyei a szubtrópusi és trópusi síkvidéki esőerdők és mangroveerdők, valamint szántóföldek és másodlagos erdők. Állandó, nem vonuló faj.

## Megjelenése
Testhossza 54 centiméter, szárnyfesztávolsága 115-123 centiméter, testtömege 790-1000 gramm.
|  |

## Természetvédelmi helyzete
Az elterjedési területe kicsi, egyedszáma 1000-4000 példány közötti és csökken. A Természetvédelmi Világszövetség Vörös listáján sebezhető fajként szerepel.